# おおつ (掃海艇)
おおつ（ローマ字：JDS Ōtsu, MSC-621、MST-474）は、海上自衛隊の掃海艇。かさど型掃海艇の18番艇。艇名は大津島に由来する。旧海軍日振型海防艦「大津」に次いで日本の艦艇としては2代目。

## 艦歴
「おおつ」は、第2次防衛力整備計画に基づく昭和38年度計画掃海艇321号艇として、日本鋼管鶴見造船所で1964年3月7日に起工され、1964年11月5日に進水、1965年2月24日に就役し、第2掃海隊群第36掃海隊に編入された。
1966年2月21日、第36掃海隊が大湊地方隊函館基地隊に編入。
1976年11月18日、第36掃海隊が廃止となり、第2掃海隊群第44掃海隊に編入。
1981年3月18日、掃海母艇に種別変更され、船籍番号がMST-474に変更。呉地方隊第101掃海隊に編入。
1986年12月16日、除籍。